# Han Song (homme politique)
Pour les articles homonymes, voir Han Song (homonymie).
Han Song (chinois simplifié : 韩嵩 ; chinois traditionnel : 韓嵩 ; pinyin : Hán Sōng) est un conseiller de Liu Biao. En l'an 199, alors commandant impérial assigné à Liu Biao, il tente de convaincre celui-ci de soutenir Cao Cao dans son conflit contre Yuan Shao. Il est envoyé comme ambassadeur à Xuchang afin d’espionner les intentions de Cao Cao. Une fois rendu à la capitale, il est nommé Attaché du Palais (en) et Grand administrateur de Lingling par l’Empereur Xian. À son retour, il vante les vertus de Cao Cao et incite même Liu Biao à envoyer ses fils à la capitale pour qu’ils entrent dans le service impérial. Liu Biao le fait emprisonner pour cause de trahison.
En l’an 208, lorsque la province de Jing tombe sous le contrôle de Cao Cao, il est libéré, puis traité avec courtoisie et amitié, il est nommé directeur des réceptions d'ambassades et chargé du protocole.